# Vignale Monferrato
Vignale Monferrato (piemontiul: Vignà) település Olaszországban, Piemont régióban, Alessandria megyében. Lakosainak száma 907 fő (2023. január 1.). Vignale Monferrato Camagna Monferrato, Casorzo, Lu e Cuccaro Monferrato, Frassinello Monferrato, Fubine, Olivola és Altavilla Monferrato községekkel határos.

## Népesség
A település lakossága az elmúlt években az alábbi módon változott:
| Lakosok száma | 984  | 980  | 907  |
|               | 2017 | 2018 | 2023 |